# Helium (cortometraje)
Helium es un cortometraje dirigido por Anders Walter ganador de un premio Oscar.

## Argumento
Cuenta la historia de Enzo, un trabajador de un hospital para niños que conoce a un pequeño llamado Alfred, con pocas esperanzas de vida. Entonces le habla sobre "Helium", un lugar donde los niños pequeños pueden ir a "descansar". Un lugar alternativo al cielo.

## Premios
Óscar
| Año  | Categoría                   | Resultado |
| ---- | --------------------------- | --------- |
| 2014 | Óscar al mejor cortometraje | Ganador   |